# Bisdom Ciudad Obregón
Het bisdom Ciudad Obregón (Latijn: Dioecesis Civitatis Obregonensis) is een rooms-katholiek bisdom met als zetel Ciudad Obregón, in Mexico. Het bisdom is suffragaan aan het aartsbisdom Hermosillo. 

## Geschiedenis
Het bisdom werd opgericht op 20 juni 1959, uit delen van het bisdom Sonora, en was suffragaan aan het aartsbisdom Chihuahua. Op 13 juli 1963 veranderde het van kerkprovincie en werd suffragaan aan het nieuw verheven aartsbisdom Hermosillo.

## Parochies
Het bisdom had in 2021 een oppervlakte van 88.350 km2 en telde 1.573.600 inwoners waarvan 74,8% rooms-katholiek was.

## Bisschoppen
- José de la Soledad Torres y Castañeda (28 november 1959 - 4 maart 1967)
- Miguel González Ibarra (15 juli 1967 - 14 november 1981)
- Luis Reynoso Cervantes (15 juli 1982 - 17 augustus 1987)
- Vicente García Bernal (30 maart 1988 - 8 november 2005)
- Juan Manuel Mancilla Sánchez (8 november 2005 - 18 juni 2009)
- Felipe Padilla Cardona (1 oktober 2009 - 15 september 2020)
- Rutilo Felipe Pozos Lorenzini (15 september 2020 - heden)

Hermosillo (aartsbisdom) · Ciudad Obregón · Culiacán · Nogales